# I Call It Pretty Music, but the Old People Call It the Blues
Singles de Stevie Wonder
Little Water Boy
(1962)
I Call It Pretty Music, but the Old People Call It the Blues est le premier single du chanteur américain Stevie Wonder, sorti en août 1962 chez Tamla.

## Contexte
Âgé d'à peine 11 ans, Stevland Hardaway Judkins signe un contrat chez Motown. Il enregistre quelques morceaux en studio sous la supervision de Berry Gordy, dont Thank You (For Loving Me All The Way) qui fera office de face B en 1964 sur son sixième single, Castles in the Sand. Quelques mois plus tard, le 16 août 1962, sort son premier single I Call It Pretty Music, but the Old People Call It the Blues, co-écrit par Clarence Paul et Berry Gordy. Produit par Paul, il est diffusé via Tamla Records, une filiale de la Motown.
La pochette du 45 tours présente Stevie Wonder à la manière d'un Ray Charles enfant, désigné par le pseudonyme 'Little Stevie Wonder', nom de scène qu'il conservera jusqu'au single Castles in the Sand en 1964, puis perdra pour son opus suivant, une reprise de Hey Harmonica Man.

### Crédits
- Stevie Wonder : voix
- Marvin Gaye : batterie[1]
- Stuart Avig, Phil Castrodale, Marty Coleman, Ernie Agouloni : chœurs[6]

## Format
| I Call It Pretty Music, but the Old People Call It the Blues - 45 tours - Tamla Records - réf. T-54061 | I Call It Pretty Music, but the Old People Call It the Blues - 45 tours - Tamla Records - réf. T-54061 | I Call It Pretty Music, but the Old People Call It the Blues - 45 tours - Tamla Records - réf. T-54061 | I Call It Pretty Music, but the Old People Call It the Blues - 45 tours - Tamla Records - réf. T-54061 | I Call It Pretty Music, but the Old People Call It the Blues - 45 tours - Tamla Records - réf. T-54061 | I Call It Pretty Music, but the Old People Call It the Blues - 45 tours - Tamla Records - réf. T-54061 | I Call It Pretty Music, but the Old People Call It the Blues - 45 tours - Tamla Records - réf. T-54061 | I Call It Pretty Music, but the Old People Call It the Blues - 45 tours - Tamla Records - réf. T-54061 | I Call It Pretty Music, but the Old People Call It the Blues - 45 tours - Tamla Records - réf. T-54061 | I Call It Pretty Music, but the Old People Call It the Blues - 45 tours - Tamla Records - réf. T-54061 |
| No | Titre                                                                                                  | Auteur                                                                                                 | Durée                                                                                                  | | | | | | |
| --- | --- | --- | --- | --- | --- | --- | --- | --- | --- |
| 1. | I Call It Pretty Music, but the Old People Call It the Blues (Part I)                                  | Clarence Paul, Berry Gordy                                                                             | 2:29                                                                                                   | | | | | | |
| 2. | I Call It Pretty Music, but the Old People Call It the Blues (Part II)                                 | Clarence Paul, Berry Gordy                                                                             | 2:45                                                                                                   | | | | | | |
| 5:14                                                                                                   | | | | | | | | | |

## Classement
Le titre ne rencontre pas de succès, avec une 101e place au Billboard Hot 100.